# Locomotiva SB 4 II
La locomotiva 4 II della Südbahn era una locomotiva a vapore con bagaglialio, costruita per il traino di treni locali su linee secondarie.

## Storia
Le 14 locomotive del gruppo 4 II (numerate 51–64) furono costruite dal 1880 al 1881 dalla Lokomotivfabrik Floridsdorf. Il bagagliaio che caratterizzava queste macchine venne eliminato già dopo pochi anni di esercizio (fra il 1898 e il 1902). Ciò ne aumentò la circolabilità sulle malandate linee secondarie in seguito alla diminuzione del peso assiale ma allo stesso tempo ne diminuì anche la capacità di traino in seguito alla diminuzione di massa aderente complessiva.
Le locomotive furono assegnate ad alcune linee locali della Südbahn; alcune unità vennero noleggiate alla Graz-Köflacher Bahn (GKB).
In seguito allo smembramento della rete Südbahn conseguente alla prima guerra mondiale, le 10 unità superstiti vennero ripartite fra le  FS italiane e le JDŽ jugoslave.

### Le 4 II in Italia
Le FS ottennero 2 unità, e le classificarono nel gruppo 814 con numeri 814.001–002. Tali unità erano in servizio sulle linee Bolzano–Merano e Mezzocorona-Mezzolombardo.
Nel 1927 la 814.001 (ex SB 54) venne ceduta alle Acciaierie di Terni, mentre la 814.002 venne venduta alla Puricelli di Lecco; quest'ultima (ex SB 59), dopo un lungo accantonamento venne esposta nel 1986 presso il Museo nazionale della scienza e della tecnologia di Milano, dove si trova tuttora, ed è la più antica locomotiva conservata in Italia.

### Le 4 II in Jugoslavia
Le 8 unità pervenute alle JDŽ furono classificate nel gruppo 162 e rimasero in servizio finoltre la seconda guerra mondiale. La locomotiva 162-001 (ex SB 52) è oggi conservata al Museo tecnico sloveno di Lubiana.